# Milieupark

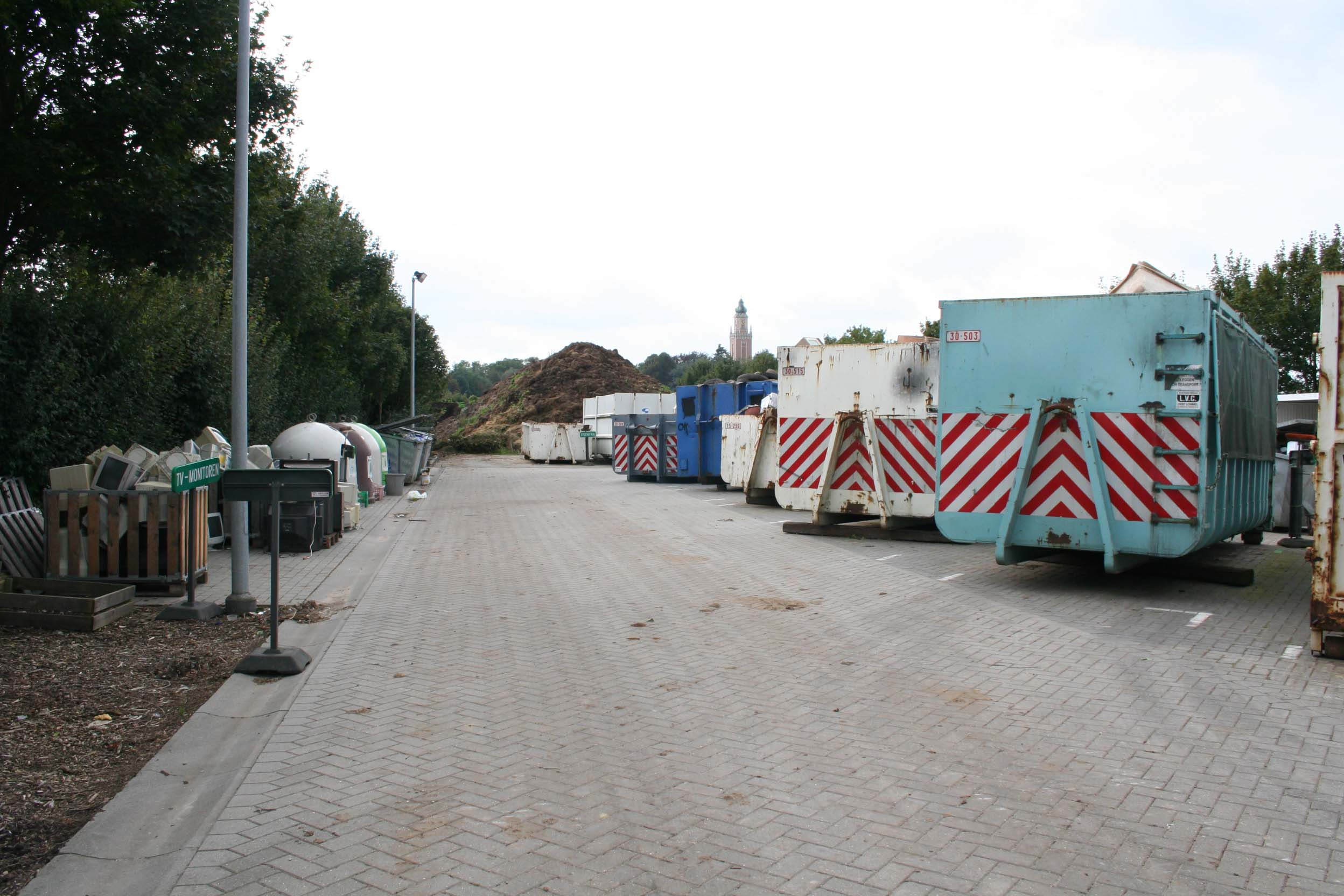
Containerpark in Vlaanderen

Een milieupark is een locatie waar burgers hun huishoudelijk grofvuil gescheiden kunnen inleveren. In Nederland en België zijn er milieuparken in iedere gemeente. Ze zijn niet bedoeld voor bedrijfsafval en industrieel afval.
Andere benamingen zijn containerpark, recyclagepark, afvalstraat, milieustraat, milieustation, afvalbrengstation, afvalinzamelstation, stortbordes, gemeentewerf en ecowerf.

## Functies van milieuparken

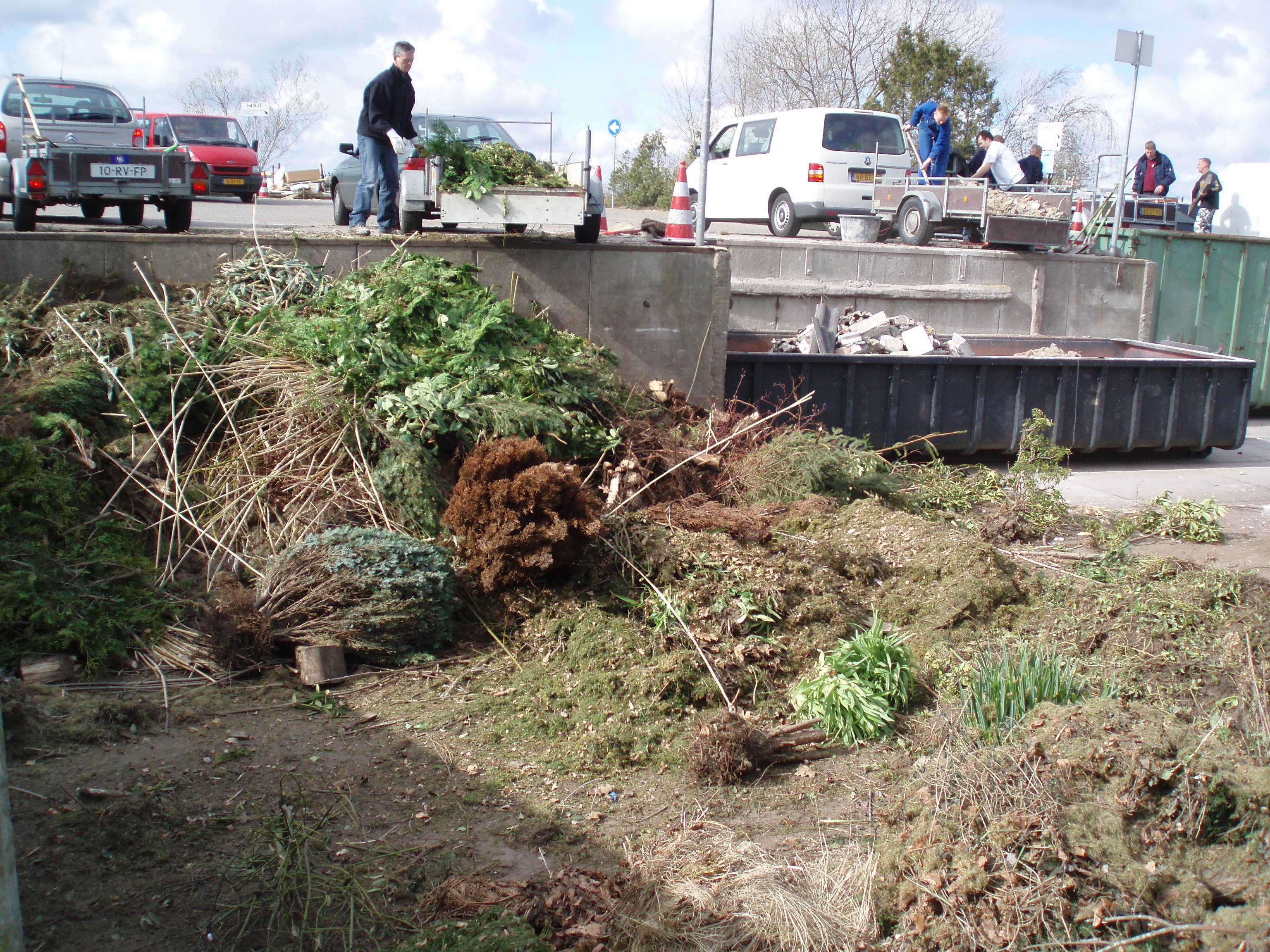
Gft-afval in het afvalbrengstation

Een eerste functie is het scheiden van het afval. Het Nederlandse overheidsbeleid was erop gericht om in 2020 75% van het afval gescheiden in te zamelen. Anno 2014 werd 50% van het afval gerecycled. De hoeveelheid ongescheiden huishoudelijk afval, die in 2012 5 kg per inwoner per week bedroeg, wilde de overheid omlaag zien te brengen. Om afval te kunnen hergebruiken is het het eenvoudigste wanneer het apart aangeboden wordt. Het is technisch lastig en duurder om ongescheiden afval naderhand te scheiden. Scheiding van afval kan behalve voor recycling ook dienen voor de benutting van de energie-inhoud van het afval.
Een tweede functie van het containerpark is de inzameling van grofvuil, grote voorwerpen, die te groot of te zwaar zijn om in een vuilnisbak te doen, zoals kapotte meubels, bedden, kasten, koelkasten, tv’s en vloerbedekking. Wanneer burgers dit niet zelf brengen, kan het opgehaald worden door de vuilnisophaaldienst. Ook snoeiafval wordt op deze manier, maar dan apart, opgehaald.

## Soorten te scheiden huishoudelijk afval
Voor vele soorten afval zijn er afzonderlijke vaten, bakken, containers of inleverpunten, onder meer voor:

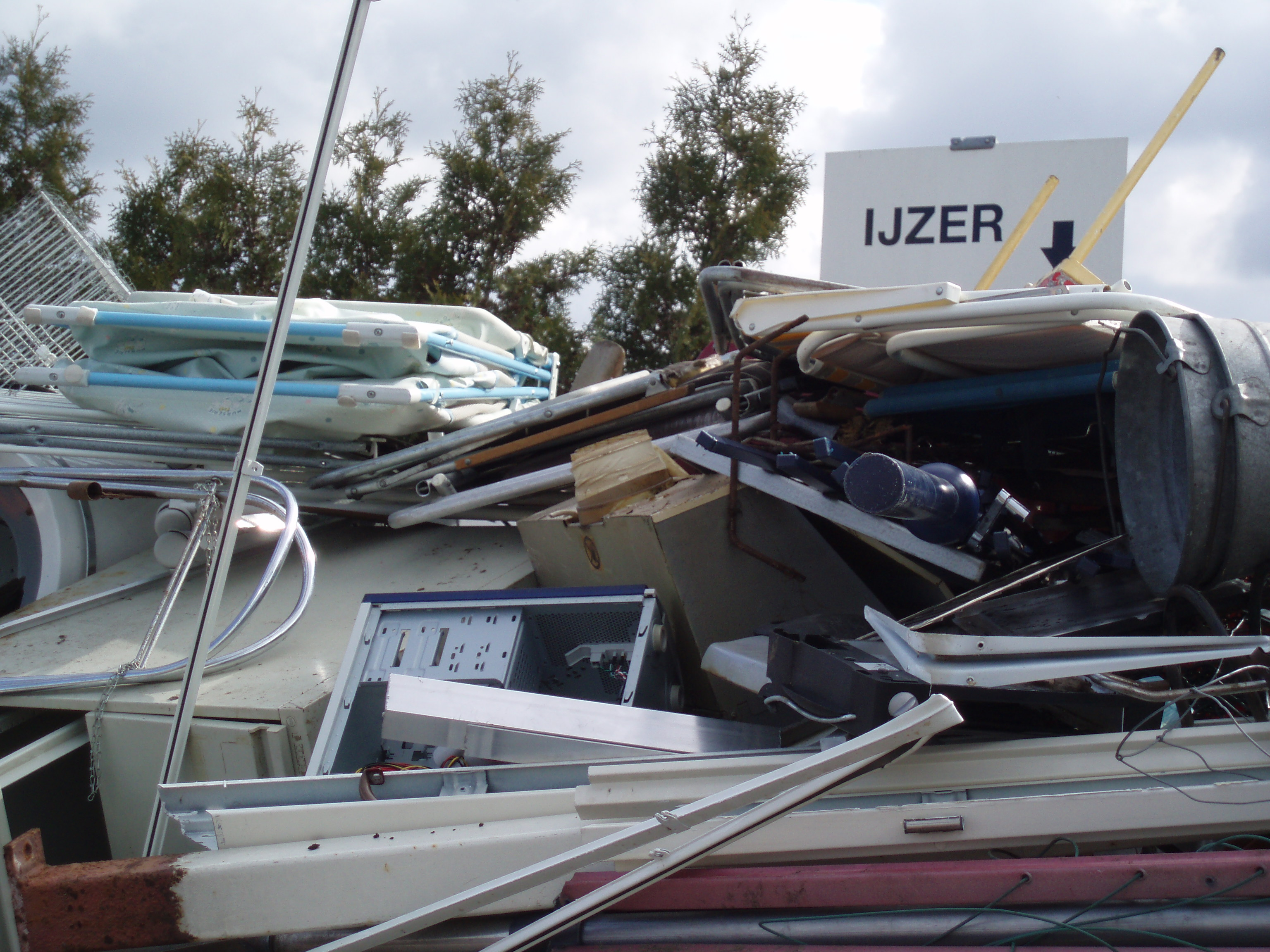
Container met oud ijzer in het recyclagepark

- gft-afval of composteerbaar afval (snoeihout, e.d.)
- afvalhout
- metaal zoals conservenblik en drankblikjes
- bouw- en sloopafval, aardewerk
- elektronisch afval, soms afzonderlijk voor bruingoed, oude muziekapparatuur en grijsgoed, oude computerapparatuur
- grofvuil, zoals witgoed, oude meubels, oud sanitair
- klein chemisch afval, (in milieubox of chemobox bewaard), zoals batterijen, lampen, potten verf
- plastic
- glas, soms afzonderlijk voor wit of gekleurd, of voor vlak of hol glas
- papier en karton
- drankkartons
- oude kleding en textiel
- autobanden

## Andere soorten afval
Het milieupark is niet bedoeld voor (ongesorteerd) restafval. In bepaalde milieuparken kan dit restafval echter mee in de container voor het grof huisvuil. Deze laatste, ongesorteerde fractie vormt dan ook vaak de duurste fractie in het containerpark. Het is echter de bedoeling om het restafval dat in een vuilnisbak of -zak past te laten legen / ophalen door de afvalophaaldienst.
Sommige stoffen mogen niet naar het containerpark gebracht worden, omdat ze speciale verwerking vereisen, bijvoorbeeld:
- dierlijk (slacht)afval
- industrieel afval
- explosieven

## Bekostiging
Milieuparken worden bekostigd uit de gemeentelijke afvalstoffenbelasting of reinigingsrecht en uit betaling door degenen die het afval brengen. Het beleid per gemeente kan verschillen. In sommige gemeenten dient altijd betaald te worden, in andere gemeenten kan er bijvoorbeeld 4 of 6 keer per jaar kosteloos afval gebracht worden, en moet er voor nog meer leveringen betaald worden. Inwoners mogen alleen in de eigen gemeente afval brengen. Zij dienen zich daarvoor te legitimeren.
Soms ook zijn sommige soorten afval kosteloos te brengen, en dient er voor andere soorten afval betaald te worden. Voor bouw- en sloopafval dient soms betaald te worden om het brengen van bedrijfsafval, waarvoor het milieupark niet bedoeld is, te voorkomen.

## Overheidsbeleid in Vlaanderen
Sedert het afvalstoffendecreet (1981) is in Vlaanderen elke gemeente verplicht een containerpark in te richten. Daarvoor bestonden er al openbare en particuliere initiatieven voor gescheiden afvalinzameling.
De Openbare Vlaamse Afvalstoffenmaatschappij (OVAM), een overheidsinstelling, zorgt voor het toezicht en beheer van de containerparken. Zij legt ook de contacten met de bedrijven die de containers ophalen en verder verwerken.

## Overheidsbeleid in Nederland
De gemeenten hebben de plicht om een afvalbrengstation te hebben. Dit is vastgelegd in artikel 10.22 van de Wet Milieubeheer, die op 1 maart 1993 van kracht geworden is. De uitwerking van de Wet Milieubeheer vindt plaats in het Landelijk afvalbeheerplan.